# Елбоу Лејк (округ Бекер, Минесота)
Елбоу Лејк (енгл. Elbow Lake, Becker County) насељено је место без административног статуса у америчкој савезној држави Минесота.

## Демографија
По попису из 2010. године број становника је 95, што је 9 (-8,7%) становника мање него 2000. године.
| Група             | 2000.      | 2010.      |
| Белци             | 25 (24,0%) | 27 (28,4%) |
| Афроамериканци    | 0 (0,0%)   | 0 (0,0%)   |
| Азијати           | 0 (0,0%)   | 0 (0,0%)   |
| Хиспаноамериканци | 2 (1,9%)   | 0 (0,0%)   |
| Укупно            | 104        | 95         |